# Feuerflügelsittich
Der Feuerflügelsittich (Brotogeris pyrrhoptera) ist eine Art der Neuweltpapageien. Er kommt nur in einem sehr kleinen Verbreitungsgebiet in Südamerika vor. Die Art wird von der IUCN als stark gefährdet (endangered) eingestuft.

## Erscheinungsbild

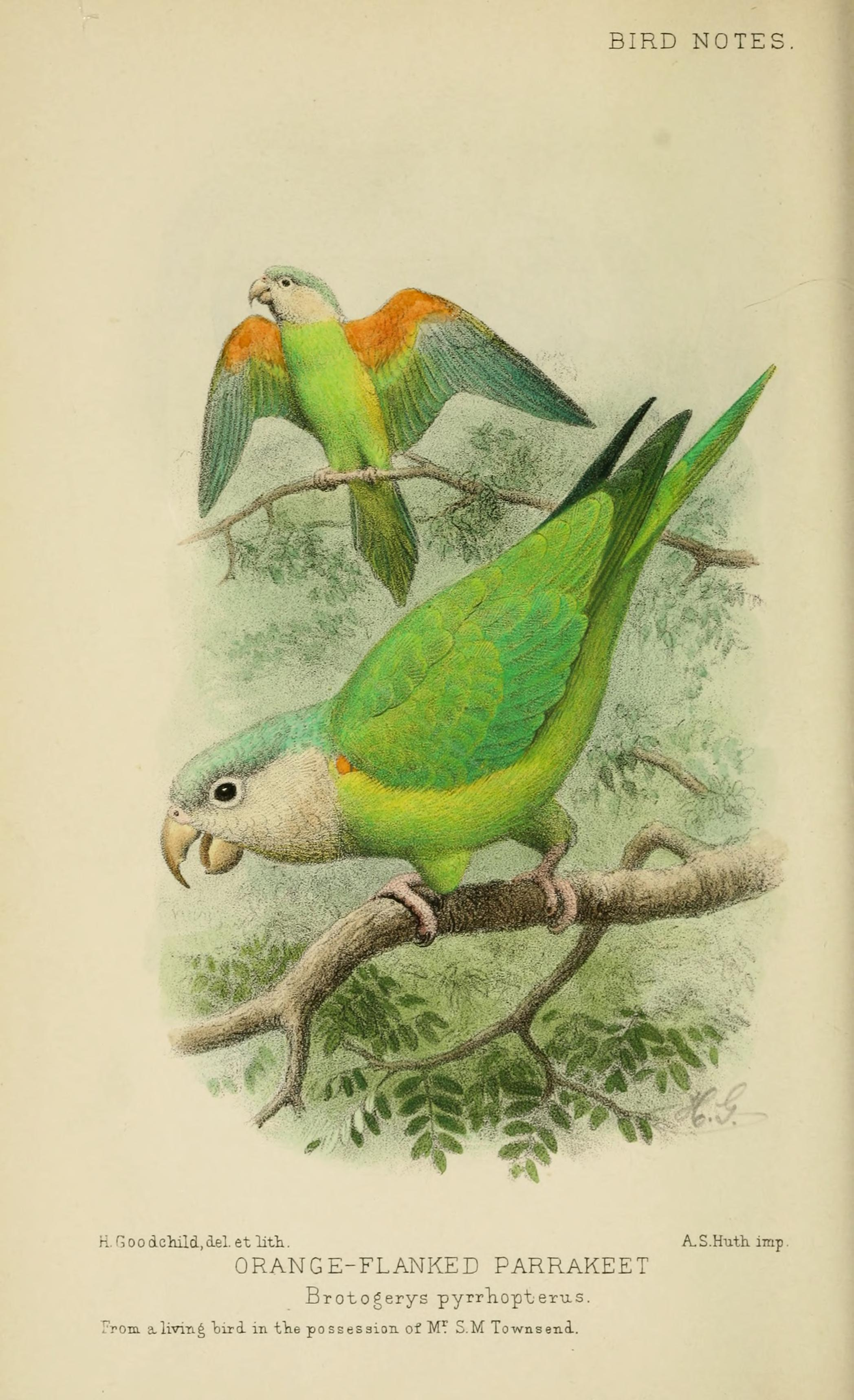
Feuerflügelsittich, Illustration

Der Feuerflügelsittich erreicht eine Körperlänge von 20 Zentimetern. Wie bei allen Schmalschnabelsittichen ist das Gefieder überwiegend grün. Der Scheitel und der Hinterkopf sind bläulich. Die Stirn, der Nacken, die Zügel, Ohrdecken und Wangen sind dagegen hellgrau. Das Gefieder von Hals, Brust, Bauch und Schenkeln ist grünlich gelb. Der Rücken und die Oberschwanzdecken sind dunkelgrün. Die namensgebenden Unterflügeldecken sowie die Flanken sind leuchtend orange.
Der Schnabel ist hell hornfarben. Der Augenring ist nackt und weißlich. Die Iris ist dunkelbraun. Die Füße sind fleischfarben.

## Verbreitungsgebiet, Bestand und Verhalten

Verbreitungsgebiet des Feuerflügelsittichs (grün)

Das Verbreitungsgebiet des Feuerflügelsittichs ist sehr klein und erstreckt sich vom Südwesten Ecuadors bis in den äußersten Nordwesten Perus. Es umfasst lediglich 9.300 Quadratkilometer. Die Bestände sind seit den 1980er Jahren drastisch zurückgegangen. Die IUCN schätzt, dass nur noch 15.000 Feuerflügelsittiche in freier Wildbahn vorkommen. Ursache des Bestandsrückgangs ist ein exzessiver Fang für den Vogelhandel. Allein zwischen 1983 und 1988 kamen knapp 60.000 Feuerflügelsittiche in den Vogelhandel. Inwieweit außerdem eine Lebensraumvernichtung eine Rolle spielt, ist dagegen unklar. Möglicherweise spielt bei dem Bestandsrückgang auch eine Rolle, dass der Feuerflügelsittich stellenweise als landwirtschaftlicher Schädling verfolgt wird.
Der Lebensraum des Feuerflügelsittichs sind Laubwälder sowie trockenes Buschland der tropischen Zone. Die Fortpflanzungszeit fällt in den Zeitraum Januar bis August. Der Höhepunkt der Fortpflanzungszeit sind jedoch die Monate Januar bis März, die mit der Regenzeit zusammenfällt. Feuerflügelsittiche leben paarweise oder in kleinen Schwärmen. Sie fressen Sämereien, Früchte und Blüten. Zu ihrem Nahrungsspektrum zählt auch Mais und Bananen, so dass sie gelegentlich in Kulturland einfallen.

## Haltung in menschlicher Obhut
Feuerflügelsittiche wurden erstmals 1862 nach Europa importiert. Die Erstzucht gelang 1898 in Dänemark. Sie wurden vor allem in den 1980er Jahren häufig importiert, was zu den starken Bestandsrückgängen in ihrem Verbreitungsgebiet führte. Bei den importierten Vögeln handelte es sich häufig um Jungvögel, die von Indianern Perus und Ecuadors per Hand aufgezogen worden waren. Die so aufgezogenen Feuerflügelsittiche erwiesen sich als äußerst zahm in der Haltung, was zur Beliebtheit des Feuerflügelsittichs in der Ziervogelhaltung beitrug.

## Belege